# Bathylinyphia
Bathylinyphia maior es una especie de araña araneomorfa de la familia Linyphiidae. Es el único miembro del género monotípico Bathylinyphia.

## Distribución
Se encuentra en Japón, China,  Corea y el este de Siberia en Rusia.  